# سنگ کیسه صفرا
سنگ کیسه صفرا (به انگلیسی: cholelithiasis یا gallstone) یعنی تشکیل سنگ در داخل کیسه صفرا که معمولاً به‌دلیل ته‌نشینی ترکیبات صفرا ایجاد می‌شود. کیسه صفرا عضوی در بخش تحتانی کبد است که صفرای ترشح شده از کبد در آن تجمع یافته هنگام نیاز از طریق مجرای صفراوی مشترک (CBD) به روده باریک ریخته می‌شود. سنگ کیسه صفرا بسیاری اوقات (تقریبا در ۸۰ درصد از موارد) هیچ علامتی ندارد و به درمان نیز نیاز ندارد. سنگ کیسه صفرای علامت‌دار ممکن است موجب التهاب کیسه صفرا شود. علائم بیماری به صورت کولیک صفراوی (درد به مدت ساعت‌ها در ربع فوقانی راست شکم که به پشت و شانه راست انتشار دارد) گاه همراه با تهوّع و استفراغ است. گاهی درد به دنبال مصرف غذای چرب می‌باشد. ممکن است فرد، سال‌ها سنگ کیسه صفرا داشته باشد ولی وارد مرحله‌ی حاد نشود.

## فراوانی
سنگ کیسه صفرا در این افراد بیشتر دیده می‌شود: خانم‌های میانسال (بالای ۴۰ سال)، بارداری، چاقی، کاهش وزن سریع، رژیم غذایی پرچرب و کم فیبر، سابقه خانوادگی بیماری کیسه صفرا. تنها ۲۵ درصد افراد دارای سنگ کیسه صفرا به التهاب کیسه صفرا مبتلا می‌شوند.

## تشخیص
سونوگرافی روش استاندارد طلایی برای تشخیص بوده و کلانژیوگرافی آندوسکوپیک پس رونده (ERCP) گاه در تشخیص و درمان سنگ‌های مجاری صفراوی مفید است.

## تاریخچه
اولین سنگ کیسه صفرا در دهه ۹۴۵ قبل از میلاد در یک مومیائی کشف گردیده است و این نمونه با ارزش در جنگ دوم جهانی طی بمباران کشور انگلستان از بین رفت. سالها بعد از کشف سنگ کیسه صفرا در امپراتوری روم پزشکی به نام پلینی در بدن یکی از بیماران خود دو کیسه صفرا پیدا کرد که این مورد یکی از نادرترین پدیده‌های پزشکی بود. در قرن پنجم میلادی پزشک یونانی بنام الكساندر ترالیناس در مورد سنگ کیسه صفرا و مجاری صفراوی تحقیقات خود را منتشر کرد. در سالهای ۹۸۰-۱۰۳۷ میلادی ابن سینا پزشک  ایرانی عمل جراحی مربوط به مجاری صفراوی را برای اولین بار  توضیح داد و درباره عمل درناژ آبسه دیواره شکمی که در اثر فیستول مجاری صفراوی به پوست Biliary Cutaneous Fistula به وجود می آید تحقیقات خود را به عالم بشریت عرضه نمود. بیشترین پیشرفت در درمان و تشخیص بیماریهای مجاری صفراوی در قرن نونزدهم حاصل شده است. پزشک معروفی بنام سورانوس که درباره بیماری یرقان و علائم آن تحقیق می‌کرد دریافت که انسداد خارج از کبد (Extra hepatic obstruction) (شامل مدفوع گچی‌رنگ و ادرار تیره‌رنگ و خارش بدن) می‌تواند در اثر عدم جریان آزاد صفرا باشد. در ۱۵ ژوئن ۱۸۶۷ میلادی پزشکی بنام جان استاف بابس در ایندیاناپولیس آمریکا موفق به خارج کردن سنگ از کیسه صفرا و دوختن کیسه صفرا گردید و عمل کوله سیستوستومی را برای اولین بار به او نسبت می‌دهند. در ماه ژوئن سال ۱۸۸۲ میلادی پزشکی بنام کارل لنگن بوچ از شهر برلین موفق به عمل کوله سیستکتومی با روشهای استریل گردید. البته این روشها در سال ۱۸۶۸ میلادی توسط پزشک دیگری بنام جوزف لستر توضیح داده شده بود. چهار سال بعد پزشکی به نام جوستن اوهاک آمریکا موفق به عمل جراحی کولد و لیتوتومی (Choledo Lithotomy) گردید. آغاز قرن بیستم همگام با پیدایش روشهای نوینی مانند کوله سیتوگرافی که توسط گراهام وکول (Graham Vecol) در سال ۱۹۲۴ میلادی در روی انسان آزمایش شد و باعث پیدایش اطلاعات بیشتری در مورد بیماریهای کیسه صفرا گردید. به دنبال این پیشرفتها در سال ۱۹۳۲ میلادی رادیوگرافی از مجاری صفراوی ضمن عمل و در سال ۱۹۵۳ میلادی کلی‌سینتی‌گرافی قدم دیگری در بهبود روشهای درمان و تشخیص بیماریهای کیسه صفرا بوده است. از پنج دهه اخیر نیز روشهای نوینی ایجاد گردیده است که عبارتند از ERCP، PTC، کوندوسکوپی، توموگرافی کامپیوتری، اسکن ایزوتوپ و اولتراسوند (سونوگرافی). هم اکنون نیز در کلیه مراکز تحقیقاتی و علمی تحقیقات وسیعی ادامه دارد.

## علت و عوامل خطر زا
علت ایجاد سنگ صفرا هنوز کاملا شناخته شده نیست اما تصور می‌شود علت تشکیل سنگ در کیسه و یا مجاری صفراوی ناشی از برهم خوردن ترکیبات موجود در صفرا است. تحقیقات نشان می‌دهد که در 80% موارد علت تشکیل این سنگ ها افزایش مقدار کلسترول داخل صفرا است و در 20% موارد علت تشکیل سنگ های صفرا مشکلات ساختاری یا انسداد در مسیر خروج صفرا می‌باشد. عوامل متعددی از جمله مصرف برخی داروها ، سوابق خانوادگی و ژنتیک، کاهش و افزایش وزن شدید و نیز برخی مشکلات کبدی می‌تواند احتمال سنگ صفرا را افزایش دهد. به طور کلی افراد زیر در معرض ابتلا به سنگ کیسه صفرا می‌باشند:
1. زنانی که از داروهای ضد بارداری دارای استروژن و پروژسترون استفاده میکنند.
2. افرادی که اخیرا دچار کاهش وزن شدید شده اند
3. بیماری که به سیروز کبدی و هپاتیت پیشرفته مبتلا هستند
4. افرادی که به بیماری سندرم روده تحریک‌پذیر و بیماری کرون مبتلا میباشند.
5. کسانی که یکی از اعضای درجه یک خانواده آنها به سابقه ابتلا به سنگ کیسه صفرا را دارد.
6. افرادی که برای مدت طولانی تحت درمان با سفتریاکسون بوده اند.

## درمان

### جراحی
کیسه صفرا به‌طور کلی به دو روش جراحی باز و لاپاروسکوپی کیسه صفرا انجام می‌شود. در روش باز با برش پوستی معمولاً زیر دنده‌ها در سمت راست، کیسه صفرا و سنگ‌ها خارج می‌شود.
در روش لاپاروسکوپی چند سوراخ کوچک حدود ۱ تا ۱٫۵ سانتی‌متری در پوست شکم ایجاد شده و عمل جراحی از این طریق انجام می‌شود.
عمل جراحی کیسه صفرا خصوصاً در بین خانم‌ها بسیار شایع است و با انجام این عمل جراحی علاوه بر از بین بردن درد، از بروز عوارض ذکر شده و همچنین سرطان کیسه صفرا جلوگیری می‌شود.

#### مزایا و معایب
چسبندگی یکی از مشکلاتی است که پس از عمل جراحی باز ممکن است برای فرد ایجاد شود، اما در لاپاروسکوپی چون شکم باز نمی‌شود، در معرض هوای محیط قرار نمی‌گیرد و بافت بدن با لوازمی که هنگام عمل استفاده می‌شود تماس ندارد، چسبندگی خیلی کمتری ایجاد می‌کند.
یکی از فواید لاپاروسکوپی کوچک‌بودن اسکار عمل است، به عنوان مثال اگر عمل جراحی بستن لوله‌های رحم به روش جراحی باز انجام شود، باید برش جراحی حداقل به اندازه ۷–۸ سانتی‌متر ایجاد شود، اما در این روش با دو سوراخ ۰٫۵ سانتی‌متری تا حداکثر ۱ سانتیمتری می‌توان عمل را انجام داد. با توجه به این که در روش لاپاروسکوپی اسکار عمل کوچک‌تر از جراحی باز است، انتظار می‌رود عوارض و مشکلات پس از عمل نیز کمتر باشد.
این مسئله هم از نظر زیبایی به نفع بیمار است و هم به او کمک می‌کند پس از جراحی خیلی سریع‌تر به زندگی روزمره برگردد و کارهای عادی را از سر بگیرد.
احتمال عفونت نیز در این روش بسیار کمتر است. همچنین در روش جراحی باز، داخل شکم به خوبی روش لاپاروسکوپی روشن نمی‌شود و چون اعضای بدن روی هم قرار گرفته‌اند، ممکن است خیلی از بافت‌ها به‌خوبی دیده نشود، اما این مشکلات در لاپاروسکوپی وجود ندارد. دمیدن گاز داخل شکم که در روش لاپاراسکوپی انجام می‌شود، برای برخی افراد خطرناک است، بنابراین افرادی که زمینه بیماری‌های قلبی یا تنفسی دارند، نباید از این روش استفاده کنند.
با توجه به این‌که این روش ممکن است برای برخی افراد و به خصوص مبتلایان به بیماری‌های خاص، دردسرساز شود. افرادی که به بیماری‌های قلبی یا بیماری‌های انسدادی ریه مبتلا هستند، نباید از این روش استفاده کنند؛ بنابراین لاپاروسکوپی برای افرادی که مشکل خاصی ندارند، سالم و در سنین مناسب هستند، هیچ‌ گونه مشکلی ایجاد نمی‌کند.
انجام عمل جراحی به روش لاپاروسکوپی در سنین بالای ۶۰ سال چندان مناسب نیست و پزشکی که عمل لاپاروسکوپی را انجام می‌دهد، حتماً باید دوره‌های خاصی را گذرانده و در این زمینه مهارت کافی داشته باشد، چون این عمل، برای پزشک جراح کاری نسبتاً دشوار است.

## نگارخانه

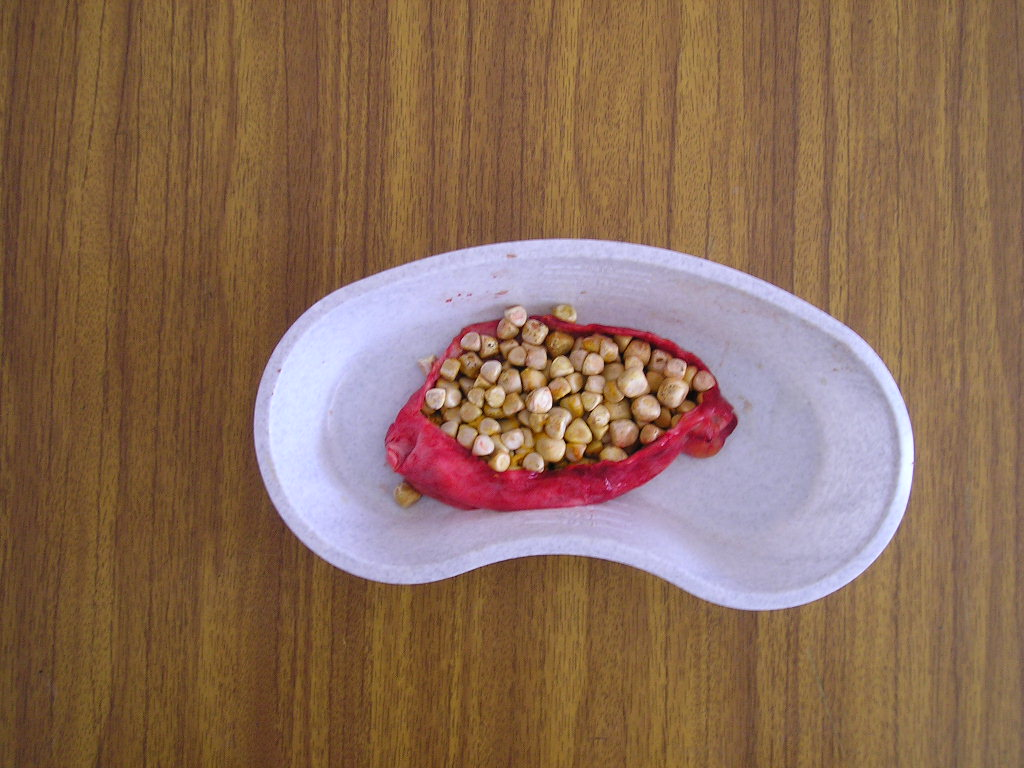
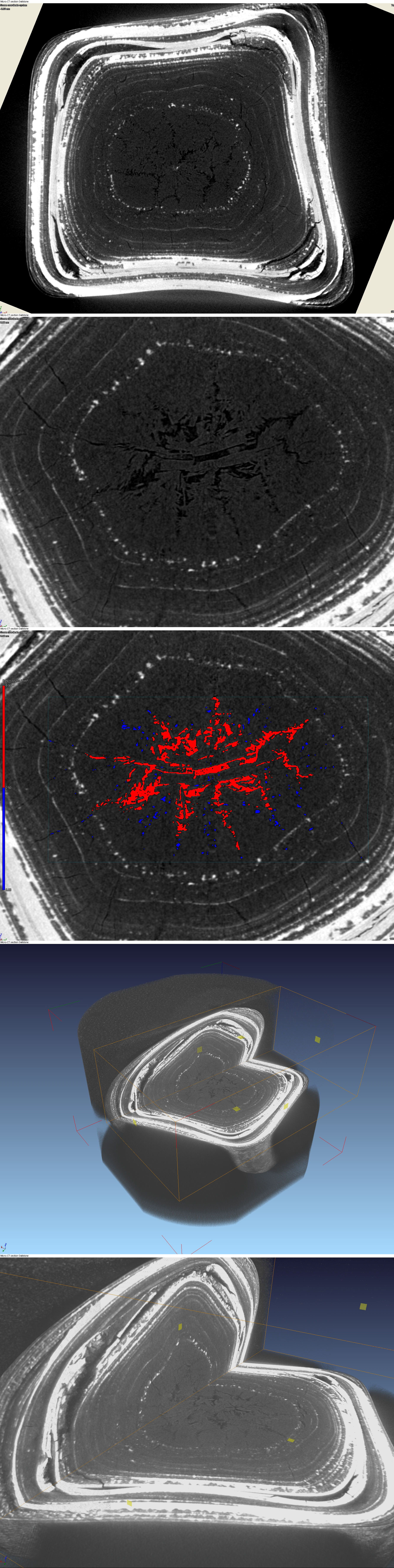